# Załuskie Koronne
Załuskie Koronne – wieś w Polsce położona w województwie podlaskim, w powiecie bielskim, w gminie Brańsk.

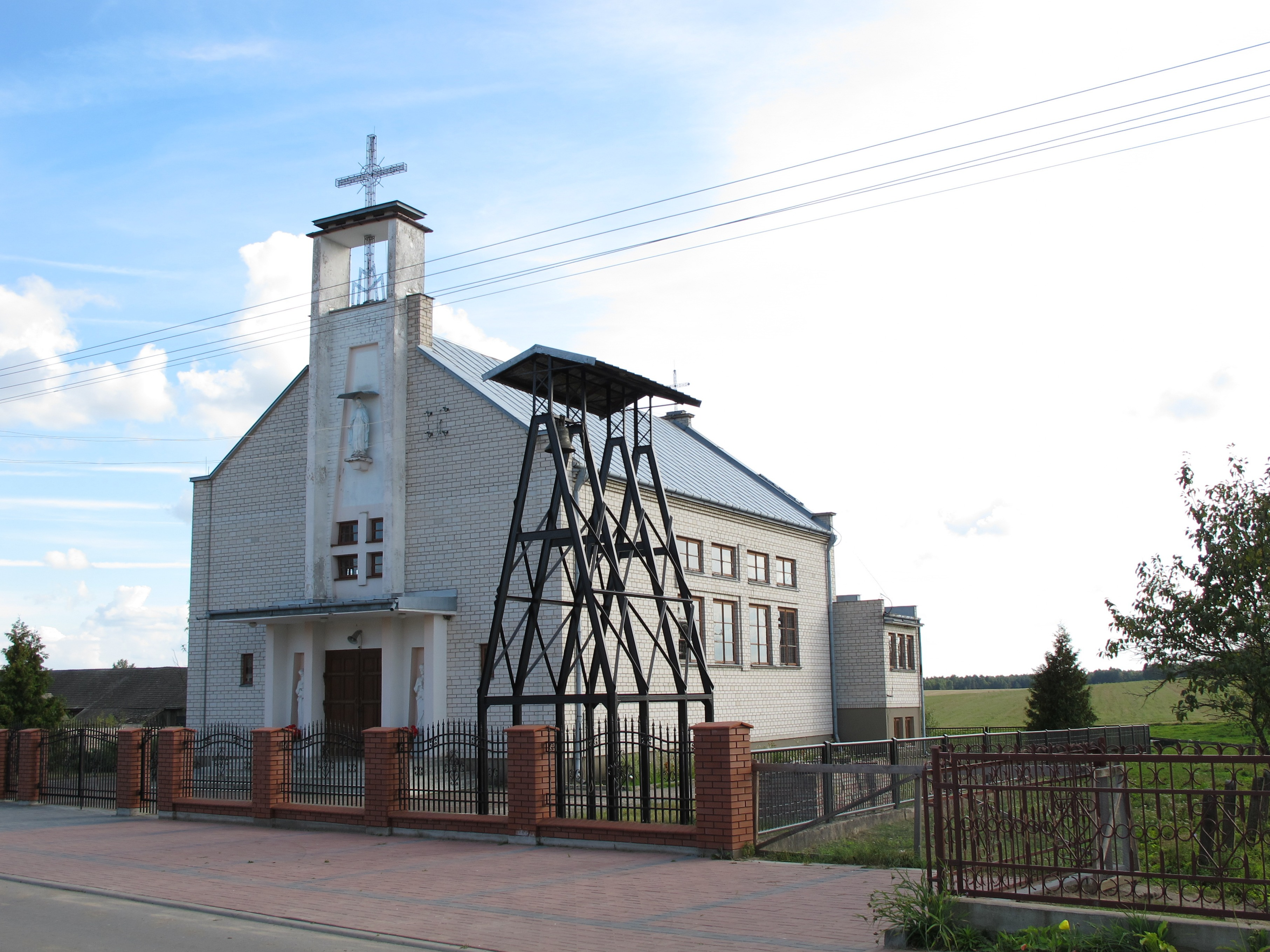
Kaplica dojazdowa pw. MB Nieustającej Pomocy

W latach 1975–1998 miejscowość administracyjnie należała do województwa białostockiego.
Wierni kościoła rzymskokatolickiego należą do parafii Wniebowzięcia Najświętszej Maryi Panny w Brańsku. Na terenie wsi znajduje się kaplica dojazdowa.